# Campeonato Mundial Femenino de Ajedrez 1975
El 19º Campeonato mundial femenino de ajedrez se desarrolló entre octubre y diciembre de 1975 en las ciudades de Pitsunda y Tiflis. Esta edición enfrentó a la campeona Nona Gaprindashvili contra Nana Alexandria, vencedora del Torneo de candidatas. Nuevamente, Gaprindashvili defendió exitosa-mente su título.

## Torneo de Candidatas
El Torneo de Candidatas se desarrolló en las ciudades de Riga, Kislovodsk, y Moscú entre mayo de 1974 y marzo de 1975. Originalmente participarían las tres primeras del interzonal desarrollado en Menorca y Ala Kushnir, perdedora del campeonato anterior. Sin embargo, Kushnir había emigrado de la Unión Soviética, por lo que su lugar lo tomó la cuarta clasificada del interzonal.
|  | Semifinales          | Semifinales          | Semifinales    |                |                 | Final           | Final | Final |  |
|  |                      |                      |                |                |                 |                 |       |       |  |
|  |                      |                      |                |                |                 |                 |       |       |  |
|  | Nana Alexandria      | Nana Alexandria      | 5½             |                |                 |                 |       |       |  |
|  | Nana Alexandria      | Nana Alexandria      | 5½             |                |                 |                 |       |       |  |
|  | Marta Shul           | Marta Shul           | 2½             |                |                 |                 |       |       |  |
|  | Marta Shul           | Marta Shul           | 2½             |                | Nana Alexandria | Nana Alexandria | 9     |       |  |
|  |                      |                      |                |                | Nana Alexandria | Nana Alexandria | 9     |       |  |
|  |                      |                      | Irina Levitina | Irina Levitina | 8               |                 |       |       |  |
|  | Irina Levitina       | Irina Levitina       | Irina Levitina | Irina Levitina | 8               | 6½              |       |       |  |
|  | Irina Levitina       | Irina Levitina       |                |                |                 | 6½              |       |       |  |
|  | Valentina Kozovskaya | Valentina Kozovskaya | 5½             |                |                 |                 |       |       |  |
|  | Valentina Kozovskaya | Valentina Kozovskaya | 5½             |                |                 |                 |       |       |  |
|  |                      |                      |                |                |                 |                 |       |       |  |

## Gaprindashvili vs Alexandria
El Campeonato del mundo se disputó mediante un encuentro a 16 partidas donde la primera jugadora en obtener 8½ puntos sería consagrada campeona. A diferencia de años anteriores, el campeonato no se decidió hasta la última partida.
|                     | 1 | 2 | 3 | 4 | 5 | 6 | 7 | 8 | 9 | 10 | 11 | 12 | 13 | 14 | 15 | 16 | Total |
| ------------------- | - | - | - | - | - | - | - | - | - | -- | -- | -- | -- | -- | -- | -- | ----- |
| Nona Gaprindashvili | 1 | 0 | 1 | 1 | ½ | 1 | 1 | 0 | 1 | 0  | 1  | 1  |    |    |    |    | 8½    |
| Nana Alexandria     | 0 | 1 | 0 | 0 | ½ | 0 | 0 | 1 | 0 | 1  | 0  | 0  |    |    |    |    | 3½    |